# Pedro Ruiz Carrilero
Pedro Ruiz Carrilero (València, 30 de març de 1975), més conegut com a Pedrito, és un pilotari professional valencià d'Escala i corda amb la posició de punter en nòmina de l'empresa ValNet. És un dels feridors titulars a Pelayo, fet que fa que també se'l conega com a Pedrito de Pelayo.Forma part dels jugadors formats a Pelayo. És un dels feridors preferits entre els jugadors professionals.

## Palmarès
- Campió de la Lliga Caixa Popular 1999